# لامتغير دين
في الهندسة، يُعَدّ لامتغير دين (بالإنجليزية: Dehn invariant) قيمةً تُستخدم لتحديد ما إذا كان يمكن تقسيم متعدد وجوه إلى أجزاء وإعادة تجميعه ("تقطيعه") لتشكيل متعدد وجوه آخر، وما إذا كان متعدد وجوه أو وتقطيعاته قادرًا على رصف الفضاء. سُمّي هذا اللامتغير نسبةً إلى ماكس دين، الذي استخدمه لحل مسألة هلبرت الثالثة بإثبات أن بعض متعددات الوجوه متساوية الحجم لا يمكن تشريحها لتشكيل بعضها البعض.
يمكن تقطيع متعددي الوجوه إلى قطع متعددة الوجوه يمكن إعادة تجميعها في أي منهما، إذا وفقط إذا كانت أحجامهما ولامتغيرات دين متساوية. وجود لامتغير دين مساوٍ لصفر هو شرط ضروري (ولكنه غير كافٍ) ليكون متعدد وجوه مالئ للفضاء، ويمكن تقسيم متعدد الوجوه وإعادة تجميعه إلى متعدد وجوه مالئ للفضاء إذا فقط إذا كانت لامتغير دين له صفرًا. يكون لامتغير دين لمتعدد وجوه انثنائي خالٍ من التقاطعات الذاتية لامتغيرًا في أثناء انثناءه. لامتغيرات دين هي أيضًا لامتغيرة للتقطيع في الأبعاد الأعلى، و(مع الحجم) لامتغيرة تمامًا في أربعة أبعاد.
لامتغير دين يساوي صفرًا للمكعب ولكنه لا يساوي صفرًا للمجسمات الأفلاطونية الأخرى، مما يعني أن المجسمات الأخرى لا يمكنها رصف الفضاء، ولا يمكن تقطيعها إلى مكعب. جميع المجسمات الأرخميدية لها لامتغيرات دين التي هي تركيبات مُنطَقَة من للامتغيرات المجسمات الأفلاطونية. على وجه الخصوص، ثماني الوجوه المبتور يغطي الفضاء أيضًا وله لامتغير دين يساوي صفرًا مثل المكعب.

## أمثلة

### حساب مبسط
إن تعريف لامتغير دين بطريقة يمكن تطبيقها على جميع متعتددات الوجوه في وقت واحد ينطوي على فضاءات متجهية ذات أبعاد لا نهائية. ومع ذلك، عندما يقتصر الأمر على أي مثال معين يتكون من عدد منتهٍ من متعددات الوجوه، مثل المجسمات الأفلاطونية، يمكن تعريفه بطريقة أبسط، لا تنطوي إلا على عدد محدود من الأبعاد، على النحو التالي:
- حدد أطوال الحروف وزوايا ثنائية الوجوه (الزاوية بين وجهين يلتقيان على طول حرف) لجميع متعددات الوجوه.
- أوجد مجموعة جزئية من الزوايا التي تُشكل أساسًا مُنطَقًا. وهذا يعني أنه يُمكن تمثيل كل زاوية ثنائية الوجوه على شكل تركيب خطي لعناصر الأساس، بمعاملات مُنْطَقَة. بالإضافة إلى ذلك، لا يجوز لأي تركيب خطي مُنطَق لعناصر الأساس أن يساوي صفرًا[الإنجليزية]. أدرج {\displaystyle \pi } (أو مضاعف مُنطَق لـ {\displaystyle \pi }) في هذا الأساس.
- من أجل كل حرف من حروف متعدد الوجوه، مثّل زاويته الثنائية الوجه على شكل تركيب مُنطَق من الزوايا من الأساس. تجاهل المعامل الخاص بالمضاعف المُنطَق لـ {\displaystyle \pi } في هذا التركيب. فسّر المعاملات المتبقية إحداثيات متجه تُمثِّل أبعاده زوايا الأساس، دَرِّج هذا المتجه حسب طول الحرف.
- اجمع المتجهات لجميع حواف متعدد الوجوه لإنتاج لامتغير دين الخاص به.

على الرغم من أن هذه الطريقة تنطوي على اختيارات كيفية لعناصر الأساس، فإن هذه الاختيارات تؤثر فقط على المعاملات التي تُمثل بها لامتغيرات دين. وباعتبارها عناصر فضاء متجه مجرد، فإنها لا تتأثر باختيار الأساس. يُشكل فضاء المتجه الذي يمتد عبر لامتغيرات دين لأي مجموعة محدودة من متعددات الوجوه فضاءً جزئيًا منتهي الأبعاد من الفضاء المتجهي لامنتهي الأبعاد الذي تُعرّف فيه لامتغيرات دين لجميع متعددات الوجوه. إن مسألة أي متركيبات الزوايا الثنائية الوجوه ترتبط ببعضها البعض من خلال تركيبات خطية مُنطَقَة ليست دائمًا واضحة، وقد تتطلب طرائقًا غير بديهية من نظرية الأعداد.

### المجسمات الأفلاطونية
بالنسبة للمجسمات الأفلاطونية الخمسة، فإن الزوايا ثنائية الوجوه هي:
- {\displaystyle \theta _{\mathrm {tet} }=\arccos {\tfrac {1}{3}}\approx 70.5^{\circ }} بالنسبة لرباعي الوجوه المنتظم.
- {\displaystyle \theta _{\mathrm {cube} }=\pi /2=90^{\circ }}، زاوية قائمة للمكعب.
- {\displaystyle \theta _{\mathrm {oct} }=\arccos(-{\tfrac {1}{3}})\approx 109.5^{\circ }} بالنسبة لثماني الوجوه المنتظم.
- {\displaystyle \theta _{\mathrm {dodec} }=2\arctan \varphi \approx 116.6^{\circ }} بالنسبة لاثني عشري الوجوه المنتظم, وفيها {\displaystyle \varphi =(1+{\sqrt {5}})/2} هي النسبة الذهبية.
- {\displaystyle \theta _{\mathrm {icos} }=\arccos(-{\tfrac {1}{3}}{\sqrt {5}})\approx 138.2^{\circ }} بالنسبة لعشروني الوجوه المنتظم.

الزاوية ثنائية الوجه للمكعب هي مضاعف مُنطَق لـ {\displaystyle \pi }، ولكن الزوايا الأخرى ليس كذلك. الزوايتان ثنائيتا الوجوه لرباعي الوجوه المنتظم وثماني الوجوه المنتظم هما زوايتان متكاملتان، أي أن مجموعهما يساوي {\displaystyle \pi }. ينتج عن إغفال رباعي الوجوه أو ثماني الوجوه من هذه الزوايا الخمس أساس مُنطَق: لا توجد علاقات مُنطَقَة أخرى بين هذه الزوايا. على سبيل المثال، إذا استُخدم الأساس الذي يُغفِل{\displaystyle \theta _{\mathrm {oct} }}، واستُخدم {\displaystyle \theta _{\mathrm {cube} }} عنصرًا أساسيًا ولكن أُغْفِلَ بعد ذلك (مضاعفًا منطقًا لـ {\displaystyle \pi } ) من حساب لامتغير دين، فإن عناصر الأساس الزاوي المتبقية هي {\displaystyle \theta _{\mathrm {tet} }} ، و{\displaystyle \theta _{\mathrm {dodec} }} ، و{\displaystyle \theta _{\mathrm {icos} }}. ستكون للامتغيرات دين الناتجة بُعد واحد لكل عنصر أساسي. باستخدام هذا الأساس، بالنسبة للمجسمات الأفلاطونية ذات طول حروفها {\displaystyle s}، تكون لامتغيرات دين هي:
- {\displaystyle (6s,0,0)} بالنسبة لرباعي الوجوه المنتظم. له ستة حروف بطول {\displaystyle s}، مع زوايا ثنائية الوجوه خاصة برباعي الوجوه المنتظم.
- {\displaystyle (0,0,0)} بالنسبة للمكعب. حروفه لها زوايا ثنائية الوجوه تُعبَّر عنها فقط بدلالة {\displaystyle \theta _{\mathrm {cube} }}, وهي مُغفَلة من لا متغير دين.
- {\displaystyle (-12s,0,0)} بالنسبة لثماني الوجوه المنتظم. تحتوي حروف الاثني عشر على زوايا ثنائية الوجوه {\displaystyle \theta _{\mathrm {oct} }=2\theta _{\mathrm {cube} }-\theta _{\mathrm {tet} }}. في هذا التركيب، يُتجَاهل المعامل الخاص بـ {\displaystyle \theta _{\mathrm {cube} }}، بحيث يتبقى معامل {\displaystyle -1} فقط لـ {\displaystyle \theta _{\mathrm {tet} }}.
- {\displaystyle (0,30s,0)} بالنسبة لاثني عشري الوجوه المنتظم. له 30 حرفًا مع زوايا ثنائية الوجوه خاصة باثني عشري الوجوه المنتظم.
- {\displaystyle (0,0,30s)} بالنسبة لعشروني الوجوه المنتظم. له 30 حرفًا مع زوايا ثنائية الوجوه خاصة بعشروني الوجوه المنتظم.

المكعب هو الوحيد من بين هذه الأشكال الذي يساوي لا متغير دين له صفرًا. لامتغير دين لكل من المجسمات الأفلاطونية الأربعة الأخرى غير متساوية وليست ولا تساوي صفرًا. لامتغير دين لثماني الوجوه هو {\displaystyle -2} مرات لامتغير دين لرباعي الوجوه ذي نفس طول الحروف.

### متعددات الوجوه ذات الصلة
لامتغير دين لأي متوازي وجوه يساوي صفرًا، تمامًا كما هو الحال بالنسبة للمكعب. كل مجموعة من أربعة حروف متوازية في متوازي الوجوه لها نفس الطول  ولها زوايا ثنائية الوجوه يبلغ مجموعها {\displaystyle 2\pi }، لذا فإن مساهماتها في لامتغير دين تنعدم لتعطي صفرًا. يمكن أيضًا التعبير عن لامتغيرات دين للمجسمات الأرخميدية الأخرى على أنها تركيبات مُنطَقَة من لامتغيرات المجسمات الأفلاطونية. بالنسبة لنفس الأساس السابق، وبنفس الافتراض أن هذه الأشكال لها طول حرف {\displaystyle s}، فإن لامتغيرات دين هي:
- {\displaystyle (-6s,0,0)} بالنسبة لرباعي الوجوه المبتور[الإنجليزية].
- {\displaystyle (12s,0,0)} بالنسبة لكل من المكعب المبتور، وذي الوجوه المكعبي اللثماني المعيني، وذي الوجوه المكعبي الثماني.
- {\displaystyle (0,0,0)} بالنسبة لثماني الوجوه المبتور[الإنجليزية]، الذي يَرصُف الفضاء على شكل الشَّهْد المكعبي الثنائي البتر[الإنجليزية].[3]
- {\displaystyle (0,0,-30s)} بالنسبة لاثني عشري الوجوه المبتور[الإنجليزية].
- {\displaystyle (0,-30s,0)} بالنسبة لعشروني الوجوه المبتور.
- {\displaystyle (0,-30s,-30s)} بالنسبة لذي الوجوه الاثني عشري اللعشروني.
- {\displaystyle (0,30s,30s)} بالنسبة لذي الوجوه الاثني عشري العشروني المعيني[الإنجليزية].
- {\displaystyle (0,0,0)} بالنسبة لذي الوجوه الاثني عشري العشروني المبتور[الإنجليزية]. هذا لا يرصف الفضاء مباشرةً، ولكن بصفته متعدد وجوه نطقي يمكن تقسيمه إلى متوازيات وجوه، والتي تَرصُف الفضاء.[3][4]

## الهوامش
1. 1 2  يمكن العثور على هذه القيم في الجدول 3 من المرجع Conway, Radin & Sadun (1999). الأساس المستخدم في هذا المرجع له متجهات أساسية {\displaystyle \langle 3\rangle _{2}=-\theta _{\mathrm {tet} }/2}، و{\displaystyle \langle 5\rangle _{1}=-\theta _{\mathrm {dodec} }}، و{\displaystyle \langle 3\rangle _{5}=\theta _{\mathrm {icos} }/2}.